# 성적 자극
성적 자극(性的刺戟, 영어: sexual stimulation)은 성적 각성을 유도하고 향상시키며 이를 유지하며 오르가슴을 유발할 수 있는 모든 자극을 의미한다. 성적인 각성은 육체적 자극없이 일어날 수 있지만 오르가슴을 달성하려면 일반적으로 육체적인 성적 자극이 필요하다.
성적 자극이라는 용어는 종종 성기의 자극을 의미하지만 신체의 다른 부위 자극, 감각적 자극(시각 또는 청각 등) 및 정신적 자극을 포함할 수도 있다. 남성의 음경과 여성의 음핵에 대한 충분한 자극은 대개 오르가슴을 유발한다. 자극은 스스로(예: 자위) 또는 섹스 파트너(성교 또는 기타 성행위), 물건이나 도구를 사용하거나 이러한 방법을 조합하여 수행할 수 있다.
어떤 사람들은 오르가슴 조절을 실행하는데, 개인이나 그들의 섹스 파트너는 오르가슴을 지연시키고 오르가슴으로 이어지는 성적 경험을 연장하기 위해 성적 자극의 수준을 조절한다.

## 육체적인 성적 자극

남성과 여성의 성감대

### 성기 자극
육체적인 성적 자극은 일반적으로 성기나 기타 성감대를 만지는 것으로 구성된다. 자위행위, 에로 마사지, 성교 등은 성기를 포함하는 신체적 성적 자극의 유형이다. 성적 각성은 일반적으로 이러한 신체 부위의 민감한 신경을 통해 유발되며, 이러한 자극을 추구하기 위한 정신적 보상으로 작용하는 쾌락 유발 화학 물질(엔돌핀)의 방출을 유발한다. 다른 사람의 성기나 다른 신체 부위를 만짐으로써 성적으로 흥분할 수도 있다. 남성의 귀두나 여셩의 음핵의 자극에 의해 유발된다.
성인용품의 목적은 단순히 사람의 몸을 사용하는 것보다 다른 경로를 통해 즐거움과 자극을 제공하는 것이다. 그들은 혼자, 성교 또는 그룹 섹스와 함께 누군가가 사용할 수 있다. 이것들은 흥미진진하고 신체가 생성할 수 없는 진동과 같은 새로운 유형의 자극을 제공할 수 있다.
성인용품은 수천 년 동안 성적 자극의 원천으로 사용되어 왔다. 구석기 시대부터 발견된 딜도가 있었다. 실트스톤으로 만들어지고 고광택으로 연마되었다. 딜도는 낙타 똥으로 만들어지고 수지로 코팅되었다. 역사가들은 이것이 종교적 의식이나 개인적인 즐거움을 위해 사용되었는지 확실하지 않다. 그러나 딜도는 다산 의식에 사용된 것으로 알려져 있다. 고대 그리스인들은 더 자연스러운 느낌을 주기 위해 가죽이나 동물의 내장으로 덮인 조각된 음경으로 딜도를 만들었다. 로마인들은 파트너와 함께 사용하기 위해 양면 딜도를 만들었다. 고대 중국의 딜도는 청동이나 기타 금속으로 만들어졌으며 일부는 속이 비어 있어 사정을 시뮬레이션하기 위해 액체로 채워졌다. 부유한 중국 남자들은 종종 기쁘게 해줄 아내가 너무 많기 때문에 이러한 방법이 사용되었다. 페르시아에서는 질입구주름의 피가 부정하므로 남편이 피해야 한다고 생각했다. 한 여인의 결혼식 전날 밤, 지역 성직자가 와서 큰 돌로 된 딜도로 질입구주름을 훼손했는데, 이는 신부의 처녀성을 확인하는 의식이기도 했다.

### 비성기 자극
성기 말고도 성적으로 자극을 받을 수 있는 부위는 많다. 유두, 허벅지, 입술, 목은 모두 만지면 성적 자극을 줄 수 있다.

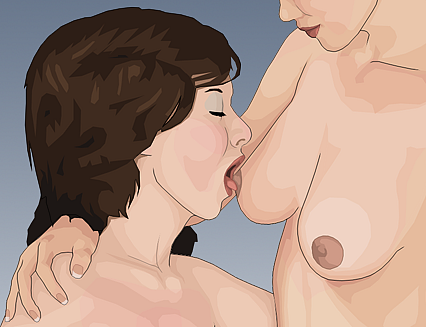
젖꼭지의 성적 자극

- 유두

한 연구에서 301명의 참가자에게 성행위에 관한 설문을 실시한 결과 여성의 81.5%가 유두를 자극하면 성적 흥분이 유발되거나 강화된다고 보고했으며 59.1%는 성관계 중 유두를 자극해달라고 요청했다. 또한 남성의 51.7%는 유두 자극이 성적 흥분을 유발한다고 보고했으며, 39%는 기존의 각성을 강화했다고 답했다. 뇌 스캔 기술을 사용한 연구에 따르면 여성의 유두를 자극하면 감각 피질의 생식기 영역이 활성화된다. 연구에 따르면 감각은 유두 자극으로 인한 생식기 오르가슴이며 "뇌의 생식기 영역"과 직접적으로 연결될 수도 있다. 여성의 경우 한 연구에 따르면 젖꼭지의 감각은 질, 음핵, 자궁경부의 감각과 동일한 뇌 부분으로 이동한다. 유두 자극은 자궁 수축을 유발할 수 있으며, 이는 뇌의 생식기 부위에 감각을 일으킨다.
- 허벅지

2012년 캘리포니아 공과대학은 이성애 남성이 자기공명영상을 촬영하는 동안 허벅지 안쪽을 만졌을 때 뇌 반응을 측정했다. 그들은 허벅지를 만지는 여성이나 허벅지를 만지는 남성의 비디오를 보고 있었다. 그들은 남성보다 여성이 자신을 만지고 있다고 생각할 때 더 많은 성적 쾌감을 보고했으며, 이는 체성 감각 피질을 더 많이 자극한 MRI 스캔에 반영되었다. 따라서 허벅지는 만지면 성적 자극을 유발할 수 있는 부위라고 결론지을 수 있다.
- 입술

입술에는 엄청난 수의 신경 종말이 포함되어 있으며 성감대 영역으로 간주된다. 남성은 여성보다 입술 자극으로 더 많은 즐거움을 경험한다고 보고한다 (자극의 성별 차이는 아래 참조). 터치로 입술을 자극하는 것 외에도 남성은 여성의 입술을 보고 시각적으로 자극을 받을 수 있다. 또한 남성은 젊음의 지표이기 때문에 입술이 통통한 여성을 선호한다고 보고되었다.
- 목[18]

800명의 참가자 샘플과 41개의 다른 신체 부위를 1~10의 척도로 성감 강도에 대해 평가했다 (10이 가장 자극적임). 여성은 남성보다 목 자극이 더 자극적이라고 보고했다.

### 성별에 따른 성감대의 차이
밑의 표는 성별에 따른 성감대의 차이를 보여주며 남녀 모두에게 가장 흥분되는 상위 10개 영역을 포함한다. 각 신체 부위는 만졌을 때 얼마나 흥분되는지에 대해 10점 만점으로 평가되었다. 음경이나 음핵과 같은 한 성별에 국한된 신체 부위를 제외하고, 많은 성감대는 유사하고 많은 신경 종말을 포함한다.
| 여성        | 여성 | 여성      | 남성        | 남성 | 남성      |
|             | 평균 | 표준 편차 |             | 평균 | 표준 편차 |
| ----------- | ---- | --------- | ----------- | ---- | --------- |
| 음핵        | 9.17 | 2.12      | 음경        | 9.00 | 2.50      |
| 질          | 8.40 | 2.35      | 입/입술     | 7.03 | 2.68      |
| 입/입술     | 7.91 | 2.27      | 음낭        | 6.50 | 3.72      |
| 목덜미      | 7.51 | 2.70      | 허벅지 안쪽 | 5.84 | 3.39      |
| 가슴        | 7.35 | 2.73      | 목덜미      | 5.65 | 3.50      |
| 유두        | 7.35 | 3.15      | 유두        | 4.89 | 3.79      |
| 허벅지 안쪽 | 6.70 | 2.99      | 회음        | 4.81 | 4.10      |
| 목 뒤       | 6.20 | 3.15      | 음모의 라인 | 4.80 | 3.82      |
| 귀          | 5.06 | 3.40      | 목 뒤       | 4.53 | 3.42      |
| 허리        | 4.73 | 3.38      | 귀          | 4.30 | 3.50      |

### 내부 자극: 성적 각성의 흥분-전달 이론
흥분-전달 이론은 신체의 기존 각성이 다른 유형의 각성으로 변형될 수 있다고 말한다. 예를 들어, 때때로 사람들은 운동과 같은 것으로부터 발생하는 잔여 각성으로부터 성적 자극을 받아 성적 흥분과 같은 다른 유형의 각성으로 변형될 수 있다. 한 연구에서 참가자들은 신체 운동을 했고 회복의 여러 단계에서 에로틱 영화를 보고 그것이 얼마나 흥분했는지 평가해야 했다. 그들은 여전히 운동으로 인한 흥분을 경험하고 있는 참가자들이 운동에서 완전히 회복된 참가자들보다 영화를 더 자극적이라고 평가한다는 것을 발견했다. 이는 운동 후 남은 각성이 외부 자극 없이 성적인 각성으로 전환되고 있음을 시사한다.

## 대체 경로
인간의 성적 반응은 인지적, 정서적, 생리적 과정의 역동적인 조합이다. 논의된 성적 자극의 가장 일반적인 형태는 성적 환상이나 성기 및 기타 성감대 부위의 물리적 자극이지만, 성적 각성은 시각, 후각 및 청각 수단과 같은 대체 경로를 통해 중재될 수도 있다.

### 시각
아마도 가장 많이 연구된 비촉각적 형태의 성적 자극은 시각적인 성적 자극일 것이다. 명백한 예는 관음 행위이다. 이는 개인이 다른 사람의 옷을 은밀히 지켜보거나 성행위를 하는 행위이다. 사회/역사적으로는 용납할 수 없는 '성적 일탈'의 형태로 보여지지만, 순전히 시각적 경로를 통해 성적 자극을 찾는 인간의 경향을 강조한다. 수십억 달러 규모의 포르노그래피 산업이 또 다른 예이다. 사회와 언론의 일반적인 가정은 남성이 여성보다 시각적인 성적 자극에 더 강하게 반응한다는 것이다. 이것은 아마도 남성이 여성보다 시각적 자극으로부터 성적 흥분을 더 잘 느끼는 경향이 있고 포르노 산업을 지배하는 남성의 시선을 통해 묘사될 수 있다는 킨제이 가설에 의해 가장 잘 나타낼 것이다. 그럼에도 불구하고, 남녀 모두 시각적 자극을 통해 성적으로 흥분할 수 있다. 한 연구에서 시각적 자극은 에로틱한 비디오를 통해 테스트되었다. 남성 그룹에서 훨씬 더 높았지만, 성적 흥분은 남녀 모두에서 보고된 주요 감정적 반응이었다. 비디오에 대한 그들의 생리적 반응은 또한 아드레날린의 소변 배설 증가와 같은 성적 흥분의 특징을 보여주었다. 남성의 각성을 조사한 후속 연구에서는 남성이 에로 영화의 시각적 자극만으로도 경직된 발기를 얻을 수 있음을 보여주었다.
성적 자극을 위한 수단으로 시각적 자극을 사용하는 연구에 따르면 성적 각성은 측두피질의 여러 부분에서 비활성화와 함께 변연계 및 부변연계 피질 및 피질하 구조의 활성화와 주로 상관관계가 있다. 이 동일한 영역은 육체적인 성적 자극 중에 활성화되어 시각적 자극이 성적 각성의 수단으로 얼마나 강력한지를 강조한다.

### 후각
후각 정보는 인간의 성행위에 매우 중요하다. 후각 성적 자극을 조사한 한 연구에 따르면 이성애 남성은 여성 향수에 대한 반응으로 성적 흥분을 경험한다. 개인은 냄새 자극과 지각된 성적 흥분을 평가했다. 그들은 또한 실험 중에 촬영된 FMRI 스캔을 받았다. 그 결과 여성 향수로 후각을 자극하면 남성의 성적 흥분과 관련된 특정 뇌 영역이 활성화되는 것으로 나타났다. 또 다른 연구에 따르면 동성애 남성이 남성의 땀에 함유된 테스토스테론 유도체의 냄새를 맡을 때 이성애 여성과 유사한 시상하부 활성화가 나타났으며, 이는 성적 지향이 인간이 후각 성적 자극을 경험하는 방식에 역할을 한다는 것을 시사한다.
생식 전략에서 성별 차이에 대한 진화적 분석은 면역학적 프로필 및 자손 생존 가능성과의 연결로 인해 성적 흥분에서 냄새의 중요성을 설명하는 데 도움이 될 수 있다. 이것은 후각 신호가 개인의 유전 장비의 일부를 반영하여 근친상간 회피 메커니즘을 유발할 수 있기 때문이다. 한 연구에서 남성은 시각 정보와 후각 정보가 연인을 선택하는 데 똑같이 중요하다고 평가한 반면 여성은 후각 정보를 짝 선택에서 가장 중요한 단일 변수로 간주했다. 또한 성행위를 고려할 때 여성은 다른 모든 감각 경험에서 발생하는 체취를 욕망에 가장 부정적인 영향을 미칠 수 있는 것으로 꼽았다.

### 청각
청각 자극제는 성적 흥분과 쾌락 경험을 강화하는 역할을 할 수도 있다. 성적 흥분과 성적 활동 중에 소리를 내는 것은 영장류와 인간 사이에 널리 퍼져 있다. 여기에는 한숨, 신음, 강한 호기 및 영감, 증가된 호흡 속도 및 때때로 오르가슴 시 황홀경의 비명이 포함된다. 이러한 소리 중 많은 부분이 남성과 여성에게 매우 흥미롭고 성적 각성의 강력한 강화제 역할을 하여 강력한 긍정적 피드백 효과를 생성한다. 따라서 신음은 짝짓기 파트너에게 상호 성적 자극을 제공할 가능성이 높다.

## 정신적인 성적 자극
성적 흥분에는 생리적 변화뿐만 아니라 감정, 매력, 욕망이 포함된다. 이는 육체적인 자극뿐만 아니라 성적 환상, 에로틱 문학, 꿈, 역할극, 상상과 같은 정신적 자극에 의해서도 유발될 수 있다.

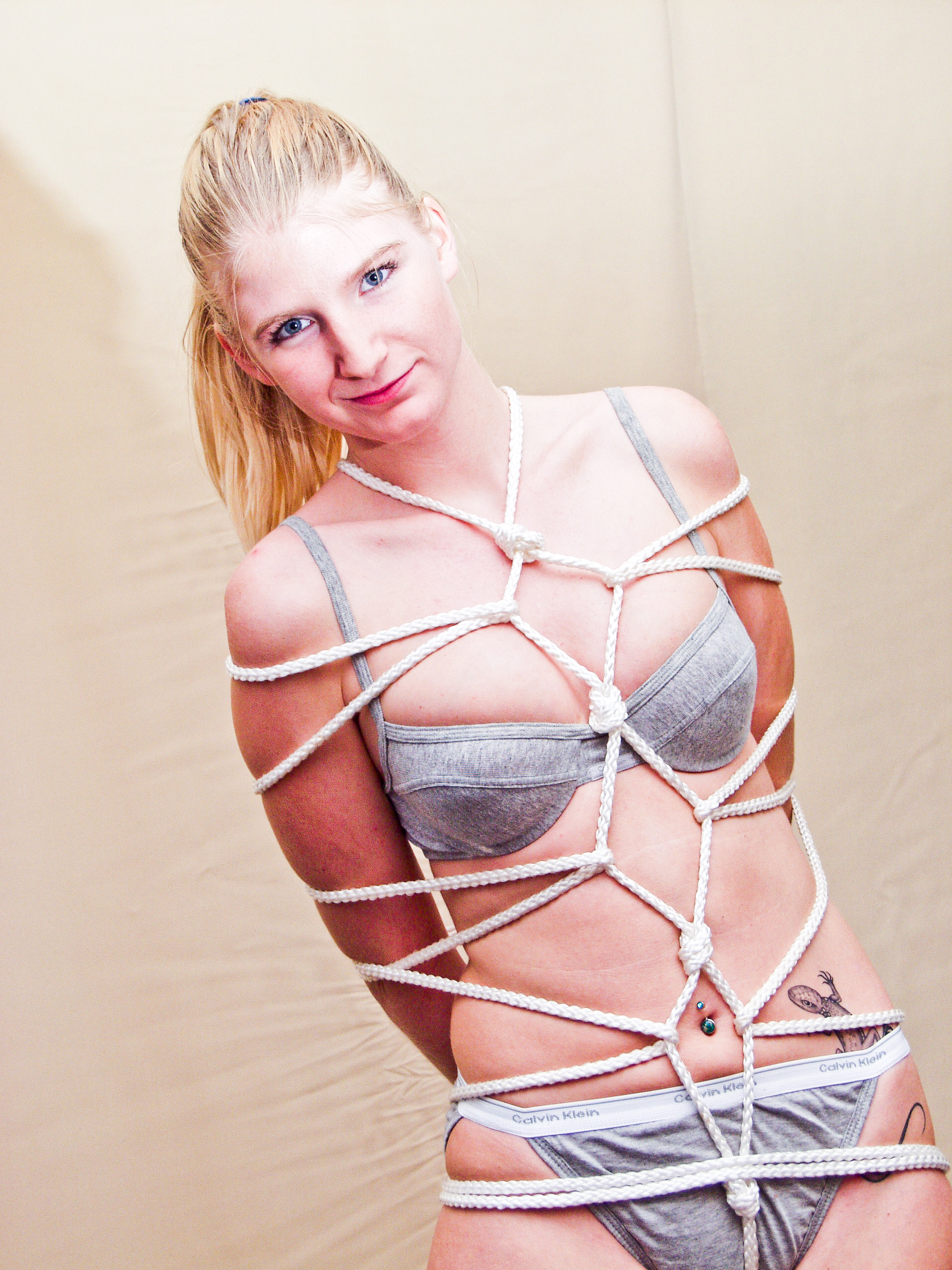
본디지는 성적 환상일 수 있으며 종종 BDSM에 참여하는 사람들에 의해 실행된다.

### 성적 환상
성적 환상은 많은 사람들이 참여하는 정신적 성적 자극의 한 형태이다. 깨어 있는 동안 성적 경험을 상상하는 곳이다. 성적 환상은 실제 상황보다 사회적 또는 안전 제한이 적다. 그것은 사람들이 실생활에서 반드시 시도할 수 없는 것들을 실험하거나 생각할 수 있는 더 많은 자유를 제공하며, 배우자의 알몸을 상상하는 것부터 신화적인 생물과의 성적 경험을 상상하는 것까지 무엇이든 될 수 있다. 일반적인 성적 환상에는 사랑하는 파트너와의 활동을 상상하고, 이성의 여러 파트너와 과거 경험과 경험을 재현하는 것이 포함된다. 또한 현실에서는 하지 않을 일과 금기 또는 다른 사람에게 강제로 성관계를 맺게 하거나, 낯선 사람과 성교하고, 소년 또는 소녀 또는 나이 많은 파트너와 성관계를 갖는 것과 같은 금기 또는 불법적인 활동에 대한 환상을 갖는 것이 일반적이다.
그것은 행동 연구보다 남성과 여성 이성애 선호의 차이를 명확하게 해주기 때문에 연구에 유용하다. 많은 성적 환상이 남성과 여성 사이에 공유되는데, 아마도 문화적 영향 때문일 수 있다. 그러나 여전히 성별 차이가 발견되었다. 남성은 여성보다 지배적이거나 능동적인 역할을 한다고 상상할 가능성이 더 높은 반면, 여성은 자신을 수동적인 참여자로 상상할 가능성이 더 높다. 여성의 환상은 훨씬 더 애정과 헌신이 있는 반면, 남성은 시각적 이미지와 노골적인 세부 사항을 사용하여 환상을 가질 가능성이 더 높다. 이 차이에 대한 한 가지 설명은 진화론적 관점에서 볼 수 있다. 여성은 남성보다 최소 부모 투자가 더 높기 때문에 (출생 전 9개월의 임신 기간을 갖고 그 당시 주요 양육자가 된 반면 남성은 유전자 전달을 위해 정자만 제공하면 됨) 자손의 생존 가능성을 높이기 위한 자원을 얻기 위해 파트너를 찾는다.
판타지는 다른 형태의 성적 자극보다 각성 증가 및 성적 욕망 증가와 같은 이점을 가질 수 있다. 파트너에게 성적 환상을 공개하는 개인은 성적 만족도도 높다. 그러나 사람들이 파트너에게 기꺼이 마음을 열 것인지는 일반적으로 그러한 환상의 내용에 달려있다. 성적 환상의 더 부정적인 영향은 그것이 성범죄와 관련되어 있다는 것이며 실제로 성범죄자들은 종종 자신의 범죄와 관련된 환상을 가졌다고 보고한다. 그러나 그러한 환상은 그러한 범죄 행위에 가담하지 않은 사람들 사이에서도 흔히 볼 수 있으며 범죄자가 아닌 사람들은 자신의 환상을 자신의 행동 지침으로 사용하지 않는다. 따라서 환상만으로는 누군가가 범죄자가 될 것이라는 신호로 사용할 수 없다.

### 꿈
밤 오르가슴 또는 몽정은 남성과 여성이 수면 중에 사정하거나 오르가즘을 느낄 때를 뜻한다. 이것은 인간이 꿈을 꾸는 주요 단계인 수면의 렘수면 단계에서 발생한다. 이것은 에로틱한 꿈만으로도 남성을 자극하기에 충분하지만 발기는 모든 REM 단계를 수반한다는 것을 의미한다. 자가 보고 데이터에 따르면 젊은 여성의 22%가 수면 중에 오르가슴을 경험할 수 있으며 이러한 꿈은 어린 학생보다 고등학생의 대학생에게 더 흔하다. 경험한 오르가슴은 성적 각성 뿐만 아니라 불안을 포함한 높은 감정성과 양의 상관관계가 있었다.

### 성적 역할극
성적 역할극은 사람들이 서로를 성적으로 자극할 수 있는 캐릭터나 시나리오를 연기하는 것이다. 여기에는 BDSM (속박과 규율, 지배와 복종, 사디즘과 마조히즘) 또는 에이지플레이와 같은 환상과 페티시즘이 포함될 수 있다. 일부에서는 LARP의 성인 형태로 설명했다. 역할극은 온라인에서 서로에게 이야기를 타이핑하거나 캐릭터인 척하여 수행할 수도 있으므로 물리적으로 존재하지 않고도 다른 사람과 참여할 수 있는 정신적 자극의 한 형태이다. 많은 청소년들이 온라인 역할극이 즐겁고 재미있다고 생각한다.
역할극에는 성적 팬 픽션이 포함될 수도 있다. 여기에서 잘 알려진 이야기의 등장인물은 원래 이야기에서 성적으로나 낭만적으로 함께 있지 않았지만 성적인 장면에 쓰여진다.

## 같이 보기
- 음핵 포피
- 사정